# San Marino az 1976. évi nyári olimpiai játékokon
San Marino a kanadai Montréalban megrendezett 1976. évi nyári olimpiai játékok egyik részt vevő nemzete volt. Az országot az olimpián 3 sportágban 10 sportoló képviselte, akik érmet nem szereztek.

## Atlétika
Női
| Versenyző         | Versenyszám | Selejtező                | Selejtező                | Döntő    | Döntő    |
| Versenyző         | Versenyszám | Eredmény                 | Helyezés                 | Eredmény | Helyezés |
| ----------------- | ----------- | ------------------------ | ------------------------ | -------- | -------- |
| Giuseppina Grassi | Magasugrás  | érvényes kísérlet nélkül | érvényes kísérlet nélkül | kiesett  | kiesett  |
| Graziella Santini | Távolugrás  | 490 cm                   | 29.                      | kiesett  | kiesett  |

## Kerékpározás

### Országúti kerékpározás
Férfi
| Versenyző         | Versenyszám   | Idő           | Helyezés      |
| ----------------- | ------------- | ------------- | ------------- |
| Daniele Cesaretti | Mezőnyverseny | nem ért célba | nem ért célba |

## Sportlövészet
Nyílt
| Versenyző           | Versenyszám           | Pont | Helyezés |
| ------------------- | --------------------- | ---- | -------- |
| Bruno Morri         | Gyorstüzelő pisztoly  | 576  | 36.      |
| Roberto Tamagnini   | Gyorstüzelő pisztoly  | 547  | 46.      |
| Alfredo Pelliccioni | Sportpuska, fekvő     | 565  | 76.      |
| Italo Casali        | Sportpuska, összetett | 1009 | 56.      |
| Pasquale Raschi     | Sportpuska, összetett | 1001 | 57.      |
| Leo Franciosi       | Trap                  | 175  | 21.      |
| Silvano Raganini    | Trap                  | 168  | 29.      |